# Неверска катедрала
Катедралата „Свети Кирик и света Юлита“, на френски: Cathédrale Saint-Cyr-et-Sainte-Julitte de Nevers) е катедрала в Невер (департамент Ниевър), Франция. Широко известна е още като Катедрала „Сен-Сир“, тя е една от забележителностите на града и център на Неверската епархия.
Строителството ѝ продължава от X до XVI век. На два пъти в историята си е сериозно повредена и строена наново, и затова катедралата е комбинация от две сгради и е модел на смесване на архитектурни стилове. Хоровете, апсидата и част от трансепта в западната част са част от старата църква и са построени в романски стил, а по-новите на източната апсида и трансепт, както и нефът са в готически. Южната част на сградата се отнася до XV век, а кулата на катедралата е построена през началото на XVI век в стил Късна готика., 
С проведените през 1904 г. разкопки край катедралата са открити останки от фундамент на гало-римски храм на Янус.
Неверската катедрала е заведена в база Мериме на Френското министерство на културата под номер PA00112936.

## Екстериор
- общ изглед
- порталът на северната страна
- гледка от птичи поглед на наоса (северната страна)
- Нефът
- главният портал романски стил
- апсидата в романски стил
- фасадата в романски стил
- Кулата

## Интериор
- Пиета XV в
- Пиета XV век
- Статуя на св. Кирик и св Юлита.
- гисант на Йоланда Бургундска, графиня на Невер
- Разпятие, 15 век
- Разпятие
- параклис
- параклис